# Эль-Платеадо-де-Хоакин-Амаро (муниципалитет)
Эль-Платеадо-де-Хоакин-Амаро (исп. El Plateado de Joaquín Amaro) — населённый пункт и муниципалитет в Мексике, входит в штат Сакатекас. Население 1619 человек.

## История
Город основан в 1862 году .